# Äringskult
Äringskult är riter och bruk, som avser att främja grödan.
I äringskulten helighålls skörden, vilket framträder i med sådd och skörd förbundna riter, ’’äringsriter’’, av magisk och religiös innebörd. I äringskulten, vilken av allt att döma i mer eller mindre utvecklade former är lika gammal som sädesodlingen själv, framstår naturdyrkan i sin högsta utveckling. I helighållandet av de vilda växter, som bär ätliga frukter (jämför Trädkult), finner man en föregångare till äringskulten, vilken framgått ur och övertagit riter från nämnda religionsstadium. Äringskult förekommer hos så gott som alla odlande folk i såväl Nya som Gamla världen och visar på bägge hållen sällsamma paralleller och motsvarigheter. Utom vid sådd och skörd framträder den ofta även vid beredandet och förtärandet av den ur skörden framställda födan eller drycken. Ehuru äringskult förekommer mer eller mindre förbunden med näringsväxter i allmänhet, är det dock företrädesvis med avseende på sädesodling, som detta ord används. Skörderiter anknyter sig såväl till de av oss odlade sädesslagen som till de mera tropiska (ris, majs och så vidare) och är, liksom all naturkult, i själva verket ett utslag av animatism eller primitiv animism. Såväl de enskilda sädesstånden som dessa i sammanfattning och även den sädesbärande åkern, sedd i helhet, betraktas som på ett särskilt sätt besjälade: såsom inneslutande en levande mystisk kraft, som äger förmåga att under vissa förhållanden frigöra sig. Härvid kan den anta gestalt av något djur: bock, galt, tupp, hare, varg och så vidare, men även av en människa. Vid sädens skördande tager den osynliga makten eller demonen till sist sin tillflykt och uppehållsplats i de sist kvarstående stråna, vilka därför ofta skonas, på det att makten må kvarbli på fältet, eller också övergår han i den av dem gjorda "sista kärven" eller "lyktneken", vilken därför behandlas med särskild försiktighet, omsorg och vördnad. Stundom inneslutes däri en tupp eller dödas i samband med dess skördande en get, vilka djur sedan rituellt förtärs av arbetarna. Stundom erhåller, såsom fallet är i Sverige, kärven (hos oss julkärven) form eller benämning av ett djur (bock, tupp). Vid sådden inblandades sädeskorn från denna kärve i utsädet. Även till de av säden beredda kulträtterna, speciellt gröt, bröd och öl, övergår sädens mystiska livskraft. Av våra gammaldags julbröd är flera i själva verket rituella skörde- och såkakor. Dessa bröd tillreddes av den sista degen vid julbaket, men har av allt att döma ursprungligen bakats av det mjöl, som erhållits från den sist skördade kärven.
Äringskulten sträcker sig även till de vid åkerbruket använda redskapen. I synnerhet plogen, men även harv, skäror och så vidare är föremål för riter, i det att de behandlas som levande varelser, vilka ska erhålla kraftnäring och sin andel av skörden, om allt skall bli till välsignelse.
I och med det att äringsdemonen antog mänsklig gestalt, erhöll den också förutsättningar för att formas till en gudomlighet, på samma gång som de med åkerbruket förbundna folksederna utvecklade sig till ceremonier, mysterier och skådespel. Som det sädesbärande fältets gudom framstår sålunda inom till exempel den grekiska mytologin Demeter, och såväl Dionysos som Persefone är representanter för den i äringen inneboende naturmakten. Som plogens gudomlighet framstår Triptolemos. Inom den nordiska mytologin möter i Byggvir en oförtydbar, dock ej gudomligjord, personifikation av korndemonen.
Vegetationsriterna och särskilt äringskulten har genom den fördjupade inblick de skänkt i folkens primitiva tanke- och föreställningssätt i hög grad bidragit till att sprida ljus inte blott inom myt- och religionsforskningen, utan även inom folkpsykologin och folklivsforskningen i allmänhet.